# آنکاکیتا
آنکاکیتا (به اسپانیایی: Ancachita) یک کوه در پرو است که در پرو واقع شده‌است. آنکاکیتا ۵٬۱۳۱٫۳ متر بالاتر از سطح دریا واقع شده‌است.